# Houdini (canción de Eminem)
«Houdini» es una canción del cantante estadounidense Eminem. Fue lanzada el 31 de mayo de 2024 como sencillo principal de su duodécimo álbum de estudio, The Death of Slim Shady (Coup de Grâce). La canción interpola múltiples trabajos anteriores de Eminem y «Abracadabra» de Steve Miller Band, y contiene varias referencias a la cultura pop.
«Houdini» debutó en el número 1 del Billboard Global 200 y del Billboard Global EXCL. U.S., también encabezó las listas en Australia, Austria, Canadá, Islandia, Letonia, Luxemburgo, Marruecos, Nueva Zelanda, Noruega, Portugal, Sudáfrica y Suiza. y Reino Unido. Además, ha alcanzado los primeros 10 en las listas en Bélgica, República Checa, Dinamarca, Finlandia, Alemania, Hungría, Irlanda, Israel, Lituania, Países Bajos, Rumania, Eslovaquia, Suecia y Estados Unidos.

## Antecedentes y composición
En abril de 2024, Eminem anunció su próximo álbum de estudio, The Death of Slim Shady (Coup de Grâce), que se lanzó a mediados de 2024.Tres semanas después, compartió una captura de pantalla de iMessage con un mensaje críptico que decía "¡...y para mi último truco!", enviado a todos sus contactos. La fecha del mensaje decía 31 de mayo, lo que se especuló un próximo lanzamiento.El 28 de mayo, el rapero publicó una videollamada con él y el mago David Blaine,en la que el primero le pide ayuda a Blaine para un truco de magia a lo que el segundo responde bebiendo una copa de vino y luego comiéndola; Eminem luego afirma que para su "último truco", iba a hacer "desaparecer" su carrera.  Luego, el rapero obtiene una vista previa de la pista tocando un breve fragmento instrumental. Al final del clip, se revela el título de la canción y la fecha de lanzamiento. 

### Letra
La letra hace referencia a Harry Houdini, así como también lo hace con el truco del falso secuestro de Sherri Papini, los testículos de RuPaul y a los Black Eyed Peas en un juego de palabras relacionado con los casos de abuso de menores del cantante R. Kelly.También hacen referencia a la controversia de sus viejas letras homofóbicas, y menciona que su viejo yo consideraría la sociedad actual como "gay". Eminem también llama a su mánager Paul Rosenberg un "travesti masculino" y una "perra falsa", antes de decir "jodete" a Dr. Dre, Jimmy Iovine, a él mismo, "tú" y a sus propios hijos por toda las "mierdas" que le han criticado.
También se habla si una colaboración con Megan Thee Stallion le daría a Eminem "una oportunidad de lograr una hazaña"; que en inglés sería (a shot at a feat), una referencia a la vez que Stallion recibió un disparo en el pie por parte de Tory Lanez, fantasea con golpear a un niño de ocho años en la cara con un trofeo de participación,y afirman que su "gato transgénero" es siamés, que "se identifica como negro" y "actúa como chino".  La canción interpola «Without Me», «My Name Is» y «Just Lose It» de Eminem, así como la canción «Abracadabra» de Steve Miller Band. El día después del lanzamiento, Steve Miller elogió a Eminem como "uno de esos creadores atemporales que construyen algo nuevo a partir de un largo legado musical de artistas originales".

## Video musical
El video musical fue dirigido por Rich Lee, quien ya había trabajado con Eminem en ,los videos de «Not Afraid», «Rap God», «The Monster», «Phenomenal», «Walk on Water» y «Venom» y se estrenó el 31 de mayo de 2024.En el vídeo musical, Eminem, vestido como su personaje Rap Boy de «Without Me» y Dr. Dre conducen por la ciudad al estilo de Gotham City mientras rastrean y luchan contra Slim Shady, quien regresó del año 2002. El vídeo musical presenta cameos de sus compañeros raperos 50 Cent, Snoop Dogg, Royce da 5′9″, Denaun Porter, junto con Westside Boogie, Grip y Ez Mil, firmados en ese momento con el sello discográfico de Eminem, Shady Records, el productor discográfico Alchemist, los comediantes Shane Gillis y Pete Davidson, las actrices de cine para adultos Samantha Mack y Ryan Keely, el mánager de Eminem, Paul Rosenberg, el cofundador y ejecutivo de Interscope Records, Jimmy Iovine, y los hijos de Eminem.

## Recepción
Andrew R. Chow del Time declaró que la canción "repugnaba a sus críticos". Tom Breihan Stereogum no quedó impresionado el sencillo, y escribió que era "realmente sorprendente" que Eminem hubiera continuado "encontrando nuevas formas de volverse aún más patético" y opinó que él y Luis Resto habían logrado hacer música de circo. También describió de como la letra está "llena de chistes locos sobre cómo todo es demasiado woke" y las cadencias de Eminem como "desordenadas y desagradables", y escribió que los oyentes podrían "hacer una maldita tarjeta de bingo" con la canción. Además, Lindsay Zoladz de The New York Times consideró que el "ritmo es estridente y carnavalesco" y que Eminem "examina el momento cultural actual y encadena algunos chistes forzados [mientras] y que está desesperado para ofender a todos", era "agotador".
Robin Murray de Clash describió la canción como una "un fan service caricaturesco, y que a veces suele impactar (tirando a aburrido), pero en verdad, es un rap ultra colorido creado para las listas de éxitos", aunque sintió que el uso de "gay" como insulto le irritaba y que el verso sobre el "gato transgénero" de Eminem era "cursi como el infierno", dando como conclusión que no logró "escapar del hedor persistente de la era que encarna". Una crítica más positiva provino de Brian McCollum de Detroit Free Press, quien elogió la canción como un "retroceso pegadizo" con "un juego de palabras inteligente y de múltiples capas", mientras que Anthony Fantano comparó la canción positivamente con sus álbumes Revival y Kamikaze, pero negativamente. contra The Slim Shady LP. 

## Desempeño comercial
«Houdini» debutó en la cima de la lista de sencillos del Reino Unido, con 104.800 unidades y 13,3 millones de reproducciones. Fue el undécimo número uno de Eminem en el territorio, el primero desde «Godzilla» con Juice Wrld en 2020, y el primero como solista desde «Like Toy Soldiers» en 2005. Este fue el mejor debut de Eminem desde «Without Me» en 2002. Encabezó la lista por segunda semana, convirtiéndose en su primera canción en el país en ocupar esta posición durante más de una semana.
Por otra parte, «Houdini» debutó en el número dos del Billboard Hot 100 de EE. UU. el 15 de junio de 2024, con 48,8 millones de reproducciones y 49.000 copias vendidas. Se convirtió en su canción número 23 entre los diez primeros en su país natal y su sencillo con la posición más alta desde «The Monster» hace una década.«Houdini» ingresó al Canadian Hot 100 en el número uno siendo este su sexto tema en alcanzar la cima.
La canción también encabezó la lista de sencillos de ARIA en Australia, donde se convirtió en la primera canción de Eminem en aparecer en las listas desde «The Monster» en 2013, y la primera comop solista desde «We Made You» en 2009. «Houdini» se convirtió en la octava canción de Eminem en alcanzar el número uno en Australia.

## Listas
| Listas (2024)                               | Posición más alta |
| ------------------------------------------- | ----------------- |
| Alemania (Offizielle Deutsche Charts)       | 3                 |
| Australia (ARIA)                            | 1                 |
| Australia Hip Hop/R&B (ARIA)                | 1                 |
| Austria (Ö3 Austria Top 40)                 | 1                 |
| Bélgica (Flandes) (Ultratop 50)             | 7                 |
| Bélgica (Valonia) (Ultratop 50)             | 11                |
| Canadá (Canadian Hot 100)                   | 1                 |
| Canadá (CHR/Top 40)                         | 34                |
| República Checa (Rádio Top 100)             | 32                |
| Corea del Sur BGM (Circle)                  | 84                |
| Corea del Sur South Korea Download (Circle) | 80                |
| Croacia (Billboard)                         | 5                 |
| Dinamarca (Tracklisten)                     | 37                |
| España (PROMUSICAE)                         | 73                |
| Estados Unidos (Billboard Hot 100)          | 2                 |
| Estados Unidos (Adult Top 40)               | 33                |
| Estados Unidos (Hot R&B/Hip-Hop Songs)      | 1                 |
| Estados Unidos (Mainstream Top 40)          | 16                |
| Estados Unidos (Rhythmic)                   | 9                 |
| Finlandia (OFC)                             | 4                 |
| Eslovaquia (Singles Digitál Top 100)        | 3                 |
| Francia (SNEP)                              | 37                |
| Global 200 (Billboard)                      | 1                 |
| Hungría (Single Top 40)                     | 3                 |
| India (IMI)                                 | 7                 |
| Islandia (Plötutíðindi)                     | 1                 |
| Israel (Media Forest)                       | 2                 |
| Irlanda (IRMA)                              | 2                 |
| Italia (FIMI)                               | 43                |
| Japón Hot Overseas (Billboard Japan)        | 5                 |
| Letonia (LAIPA)                             | 1                 |
| Latvia Airplay (LAIPA)                      | 2                 |
| Líbano (Lebanese Top 20)                    | 15                |
| Lituania (AGATA)                            | 5                 |
| Luxemburgo (Billboard)                      | 1                 |
| Malasia (Billboard)                         | 23                |
| Malasia International (RIM)                 | 16                |
| Marruecos (Hit Radio)                       | 1                 |
| Nueva Zelanda (Recorded Music NZ)           | 1                 |
| Nigeria (TurnTable Top 100)                 | 86                |
| Noruega (VG-lista)                          | 1                 |
| Países Bajos (Dutch Top 40)                 | 6                 |
| Países Bajos (Mega Single Top 100)          | 8                 |
| Polonia (Polish Airplay Top 100)            | 28                |
| Polonia (Polish Streaming Top 100)          | 10                |
| Portugal (AFP)                              | 1                 |
| Reino Unido (UK Singles Chart)              | 1                 |
| Reino Unido (UK R&B Chart)                  | 1                 |
| Rumania (Billboard)                         | 4                 |
| Singapur (RIAS)                             | 11                |
| Suecia (Sverigetopplistan)                  | 3                 |
| Suiza (Schweizer Hitparade)                 | 1                 |